# Cherish (гурт)
Cherish — американський R&B та хіп-хоп квартет, що складається із сестер Кінг: Фарри (народилася 17 лютого 1984 року), Неоші (народилася 26 січня 1986 року) та близнюків Феллон та Феліші (народилися 5 червня 1987 року). Всі вони родом з Іллінойсу, але переїхали до Атланти заради своєї подальшої кар'єри. Гурт підписав контракт із Capitol Records та Sho'nuff Records.

## Дискографія

### Альбоми
| Рік  | Інформація                                                        | Найкраща позиція | Найкраща позиція | Найкраща позиція     | Найкраща позиція | Продажі                    |
| Рік  | Інформація                                                        | США              | R&B США          | Чарт альбомів Англії | Японія           | Продажі                    |
| ---- | ----------------------------------------------------------------- | ---------------- | ---------------- | -------------------- | ---------------- | -------------------------- |
| 2006 | Unappreciated - 1-й студійний альбом - Випущений: 15 серпня, 2006 | 4                | 4                | 80                   | 20               | - Світові продажі: 640,000 |
| 2008 | The Truth - 2-й студійний альбом - Випущений: 13 травня, 2008     | 40               | 6                | —                    | 91               | - Світові продажі: 35,000+ |

### Сингли
| Рік  | Пісня                            | США | R&B США | Поп США | Сингли Англії | Нова Зеландія | Бразилія | Японія | Альбом        |
| ---- | -------------------------------- | --- | ------- | ------- | ------------- | ------------- | -------- | ------ | ------------- |
| 2003 | «Miss P.» (за участю Da Brat)    | —   | 87      | —       | —             | —             | —        | —      | The Moment    |
| 2006 | «Do It to It» (за участю Шона П) | 12  | 10      | 9       | 30            | 3             | 25       | 10     | Unappreciated |
| 2006 | «Unappreciated»                  | 41  | 14      | 65      | 187           | —             | —        | 38     | Unappreciated |
| 2006 | «Chevy» (Promo)                  | —   | —       | —       | —             | —             | —        | —      | Unappreciated |
| 2007 | «Killa» (за участю Yung Joc)     | 39  | 53      | 23      | 52            | 18            | 92       | 45     | The Truth     |
| 2008 | «Amnesia»                        | —   | 61      | —       | —             | —             | —        | —      | The Truth     |

## Вибрані сингли
| Рік  | Пісня                                         | США | R&B США | Чарт синглів Англії | Альбом                    |
| ---- | --------------------------------------------- | --- | ------- | ------------------- | ------------------------- |
| 2003 | «In Love wit Chu» (Da Brat за участю Cherish) | 44  | 32      | 29                  | Limelite, Luv & Niteclubz |